# Белорусы в Казахстане

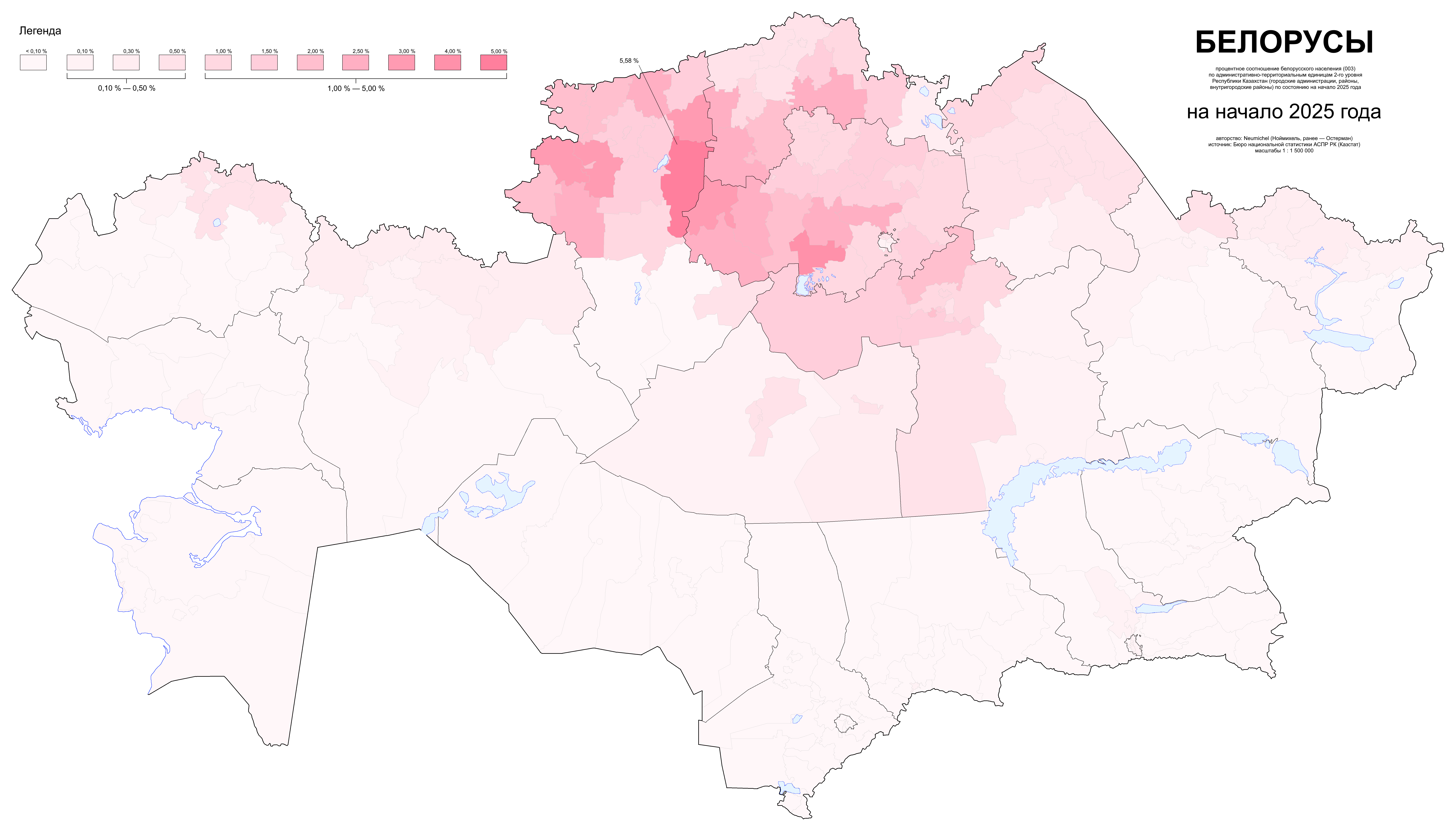
Расселение белорусов в Казахстане по административно-территориальным единицам 2-го уровня, оценка на начало 2025 г.

Белорусы Казахстана (бел. Беларусы Казахстана, каз. Қазақстанның белорустары) — белорусская диаспора в Казахстане.
По переписи населения Казахстана 2021 года белорусов в стране было 76 484 человек

## Статистика
По официальным данным на 12 января 2012 г. гражданами Республики Казахстан являются 63 694 белоруса. Наибольшее количество выходцев из Белоруссии проживают в Костанайской (21 тысяча), Карагандинской (18 тысяч), Акмолинской (16 тысяч), Северо-Казахстанской (9 тысяч) областях. Динамика численности белорусов в Казахстане по данным переписи населения: 1926 год — 25584 человека, 1939 год — 31 614, 1959 год — 107 309, 1970 год — 198 430, 1979 год — 181 821, 1989 год — 178 325, 1999 год — 111 924, 2009 год — 66 476.

## История
Первые белорусы появились на территории современного Казахстана после восстания Кастуся Калиновского (Бронислав Залесский и др.). В начале XX века во время Столыпинской аграрной реформы в Казахстан переселялись белорусские крестьяне. Во времена сталинских репрессий в Казахстан были сосланы белорусские деятели культуры (Владимир Дудицкий, Петро Битель, Симон Хурсик и др).
С началом Великой Отечественной войны из Белоруссии были эвакуированы 10,7 тысяч рабочих и служащих, членов их семей. Сюда были вывезены коллективы Белорусского театра оперы и балета, драматического театра имени Якуба Коласа. За период с 4 сентября 1941 по апрель 1942 коласовцы дали 8 шефских концертов, 12 спектаклей и 21 концерт в военных госпиталях. В Алматы находилась и певица Белорусского театра оперы и балета Лариса Помпеевна Александровская. Она выступала с казахской артисткой Куляш Байсеитовой в рабочих клубах Алматы и Караганды. На Алма-атинской киностудии белорусский режиссёр Владимир Корш-Саблин в 1942 году создал первые белорусские фильмы периода Великой Отечественной войны — «Белорусские новеллы» («Пчёлка» и «Боевые друзья»).
С началом освоения целины множество белорусов перебралось на север республики.
В 1974 году прошла Неделя белорусской литературы в Казахстане.

## Белорусы в независимом Казахстане
К концу девяностых годов XX века национальные культурные центры белорусов были созданы в Павлодаре, Усть-Каменогорске, Астане, Костанае, Караганде, Кокшетау, Петропавловске. Сегодня их в республике зарегистрировано более десяти. Примером хорошо организованной работы национально-культурных объединений является Алматинский региональный НКЦ — руководитель Питаленко Л. М., Павлодарский НКЦ — руководитель Богнат Л. И., Карагандинский «Фонд белорусской культуры» «Наследие» — руководитель Хука А. А., Северо-Казахстанский областной НКЦ — руководитель Солапава Р. В., Костанайский НКЦ — руководитель Шевченко Л. В., НКЦ «Беларусь» г. Астаны — руководитель Романова А. Ф. Ассоциация белорусов Казахстана зарегистрировала официальное название на учредительной конференции в 2002. К тому времени 10 лет действовал национальный культурный центр «Беларусь». Его основатель и первый руководитель — сенатор Павел Атрушкевич.